# شهرستان کبکابیا
شهرستان کبکابیا یک منطقهٔ مسکونی در سودان است که در دارفور شمالی واقع شده‌است.